# Distrito de Plessur
El distrito de Plessur (en alemán Bezirk Plessur) era uno de los once distritos del cantón de los Grisones, Suiza.  El 1 de enero de 2017 fue sustituido por la región de Plessur.

## Comunas por círculo
| Círculo de Chur/Coira | Círculo de Chur/Coira  | Círculo de Chur/Coira |
| Comunas               | Población (31.12.2014) | Superficie km²        |
| --------------------- | ---------------------- | --------------------- |
| Coira (Chur)          | 34 547                 | 28,09                 |

| Círculo de Churwalden | Círculo de Churwalden  | Círculo de Churwalden |
| Comunas               | Población (31.12.2014) | Superficie km²        |
| --------------------- | ---------------------- | --------------------- |
| Churwalden3           | 2067                   | 48,54                 |
| Tschiertschen-Praden² | 306                    | 27,74                 |

| Círculo de Schanfigg | Círculo de Schanfigg   | Círculo de Schanfigg |
| Comunas              | Población (31.12.2014) | Superficie km²       |
| -------------------- | ---------------------- | -------------------- |
| Arosa                | 3247                   | 42,53                |
| Calfreisen           | Parámetro no válido    | 5,13                 |
| Castiel              | Parámetro no válido    | 5,43                 |
| Langwies             | Parámetro no válido    | 54,96                |
| Lüen                 | Parámetro no válido    | 3,49                 |
| Maladers             | 506                    | 7,59                 |
| Molinis              | Parámetro no válido    | 13,21                |
| Peist                | Parámetro no válido    | 17,89                |
| Sankt Peter-Pagig¹   | Parámetro no válido    | 6,90                 |

### Fusiones
- ¹2008: Sankt Peter y Pagig --> Sankt Peter-Pagig
- ²2009: Tschiertschen y Praden --> Tschiertschen-Praden
- 32010: Churwalden, Malix y Parpan --> Churwalden

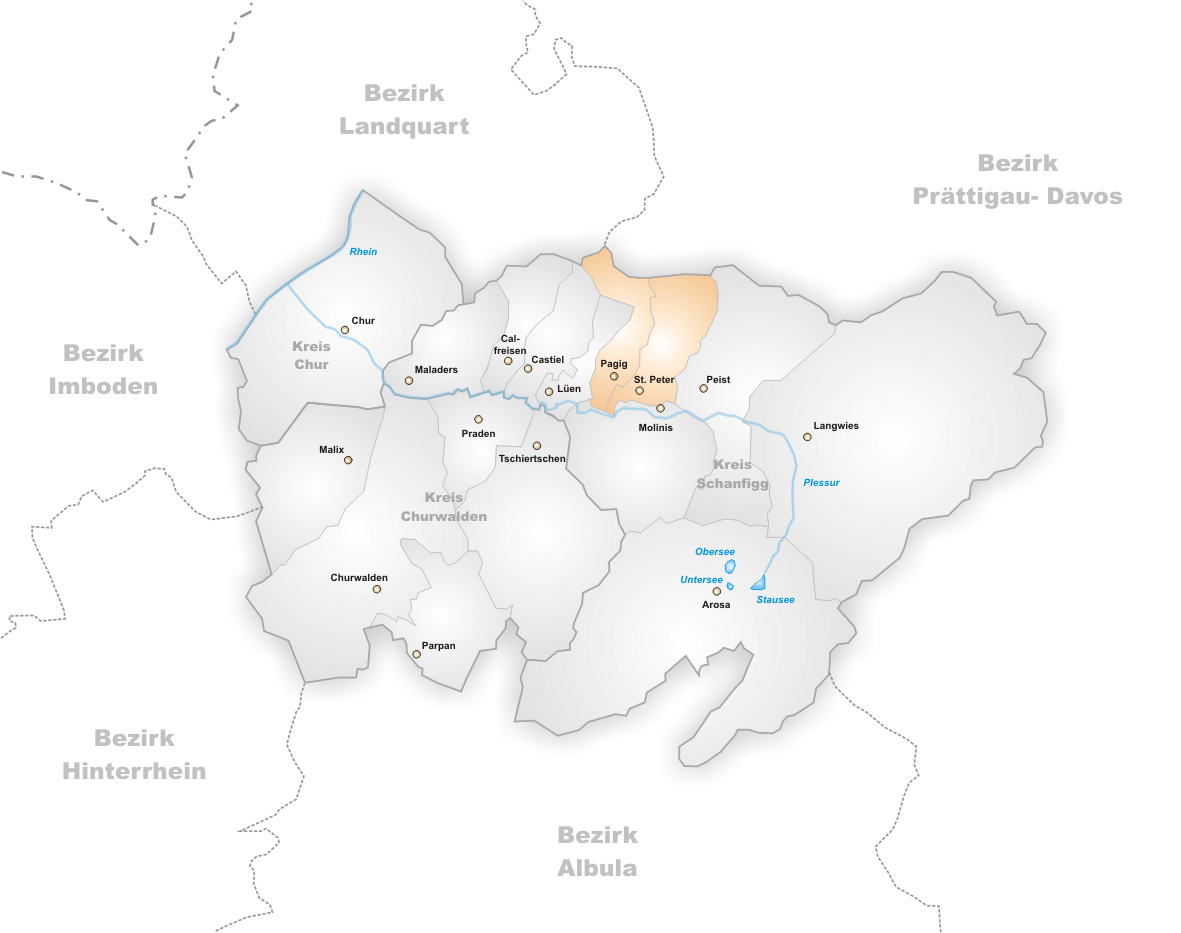
Comunas hasta el 2007
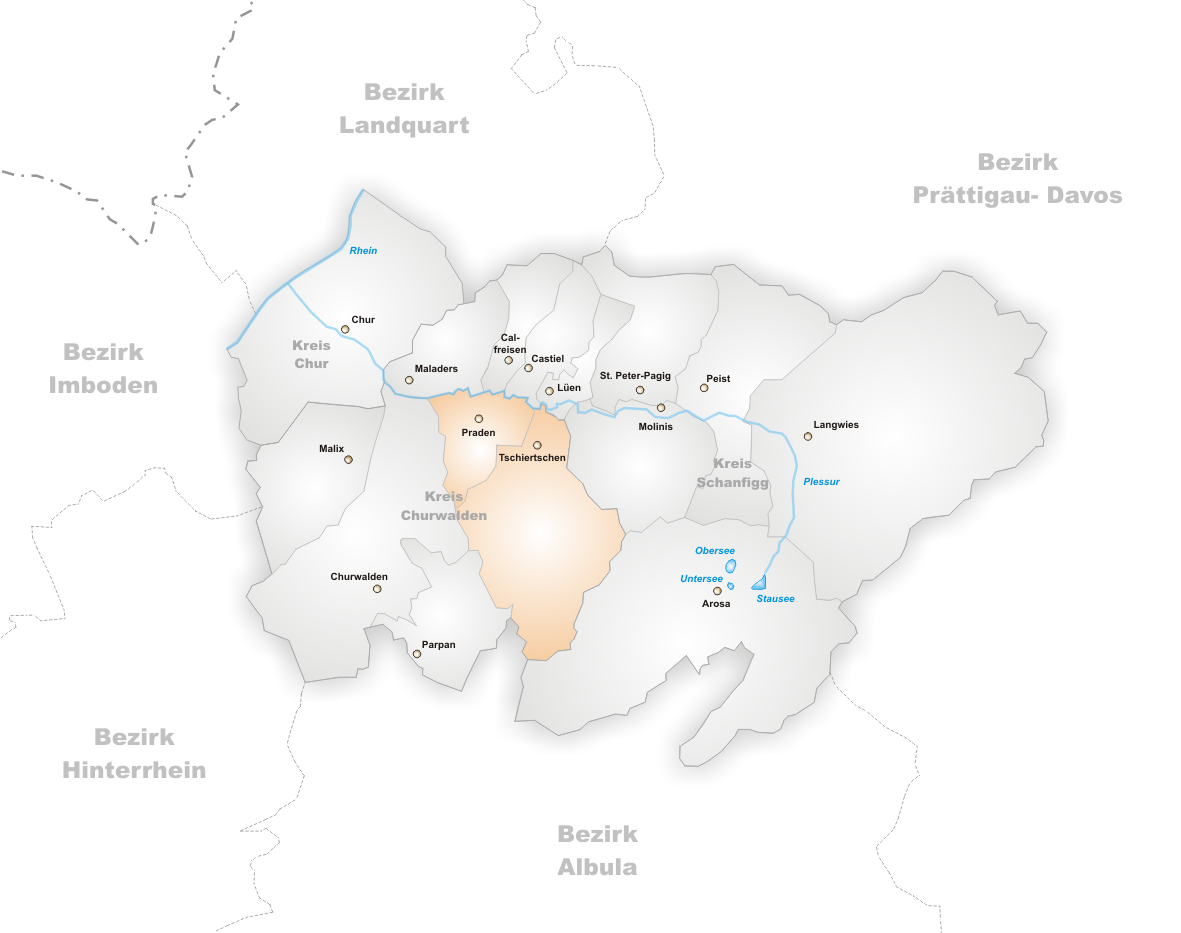
Comunas hasta el 2008
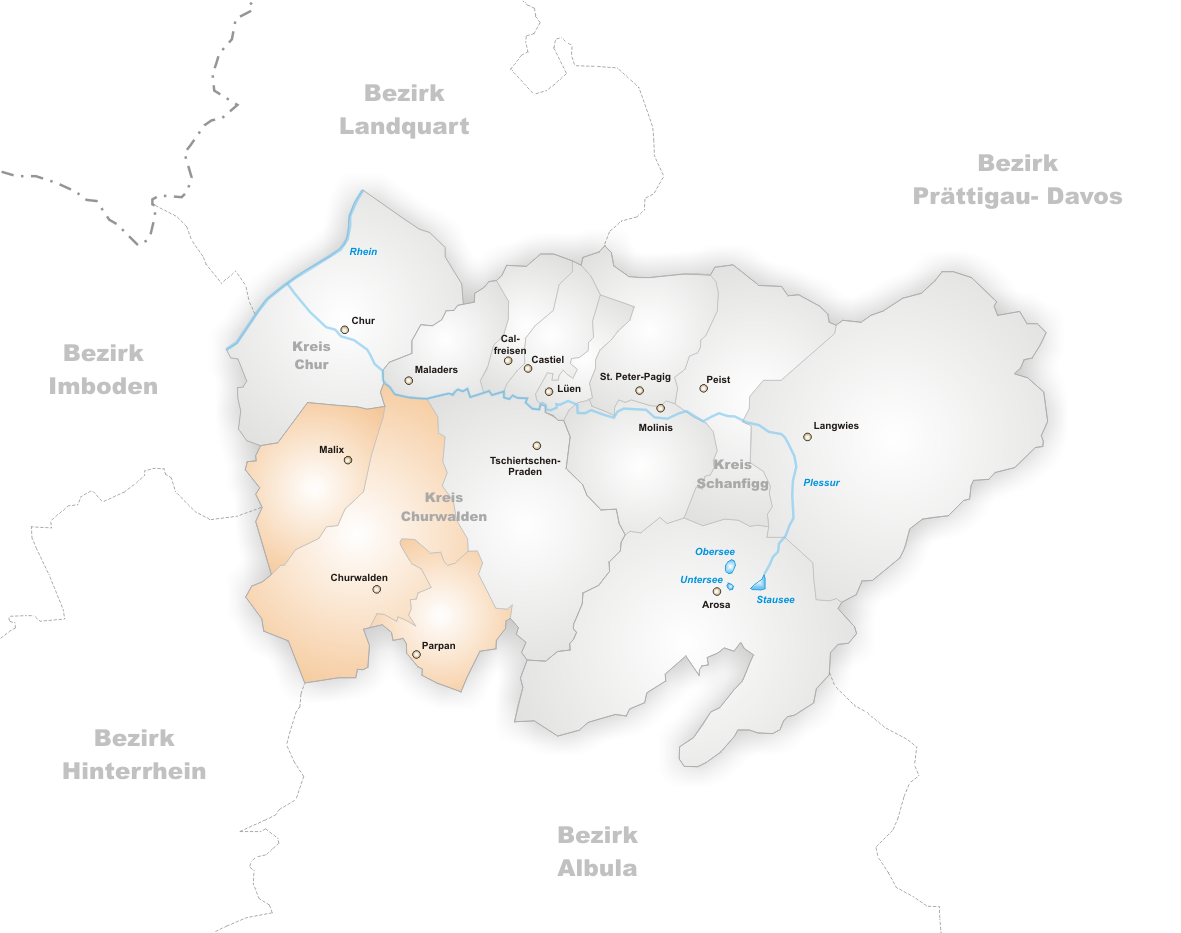
Comunas hasta el 2009